# Macrosiphoniella caucasica
Macrosiphoniella caucasica är en insektsart. Macrosiphoniella caucasica ingår i släktet Macrosiphoniella och familjen långrörsbladlöss. Inga underarter finns listade i Catalogue of Life.